# Le Prix du silence (film, 1949)
Pour les articles homonymes, voir Le Prix du silence.
Pour plus de détails, voir Fiche technique et Distribution.
Le Prix du silence (titre original : The Great Gatsby) est un film américain de Elliott Nugent, sorti en 1949. Le film est inspiré du roman Gatsby le Magnifique de F. Scott Fitzgerald.

## Synopsis
Un contrebandier tente de regagner l’affection de son ancienne amante Daisy Buchanan avec l’aide de son cousin germain Nick Carraway.

## Fiche technique
- Titre original : The Heiress
- Titre français : The Great Gatsby
- Réalisation : Elliott Nugent, assisté de Lewis Allen
- Scénario : Cyril Hume et Richard Maibaum d'après le roman Gatsby le Magnifique de F. Scott Fitzgerald et d'après la pièce d'Owen Davis.
- Musique : Robert Emmett Dolan
- Photographie : John F. Seitz
- Montage : Ellsworth Hoagland
- Direction artistique : Roland Anderson (en) et Hans Dreier
- Décors : Sam Comer et Ray Moyer
- Costumes : Edith Head
- Effets visuels : Collaborateurs divers, dont Gordon Jennings
- Production : Richard Maibaum
- Société de production : Paramount Pictures
- Pays de production :  États-Unis
- Langue : anglais
- Format : Noir et blanc - 35 mm - 1,37:1 - Son mono
- Genre : Drame
- Durée : 91 minutes
- Dates de sortie : 
  - États-Unis : 13 juillet 1949
  - France : 21 mars 1951

## Distribution
- Alan Ladd : Jay Gatsby
- Betty Field : Daisy Buchanan
- Macdonald Carey : Nicholas « Nick » Carraway
- Ruth Hussey : Jordan Baker
- Barry Sullivan : Tom Buchanaan
- Howard Da Silva : Wilson
- Shelley Winters : Myrtle Wilson
- Henry Hull : Dan Cody
- Ed Begley : Myron Lupus
- Elisha Cook Jr. : Klipspringer
- Nicholas Joy : invité ivre à la fête
- Walter Greaza (en) : Kinsella
- Tito Vuolo : Mavromichaelis
- Ray Walker : agent immobilier
- Diane Nance : Pamela
- Carole Mathews : Ella Cody